# Alex Salmond
Alexander Elliot Anderson Salmond, més conegut com a Alex Salmond, (Linlithgow, Escòcia, 31 de desembre de 1954 - 12 d'octubre de 2024) fou un polític, economista i historiador escocès, Primer Ministre d'Escòcia entre el 17 de maig de 2007 i el 18 de novembre de 2014.

## Biografia

### Naixement i estudis
Va nàixer el 31 de desembre de 1954 a Gleann Iucha, al comtat de Lodainn an Iar, a Escòcia.
Va cursar els seus estudis a la Oilthigh Chill Rìmhinn, on es va llicenciar en economia i història. Després d'uns anys com a economista al Banc Reial d'Escòcia, va ser elegit al Parlament del Regne Unit.

### Inicis polítics

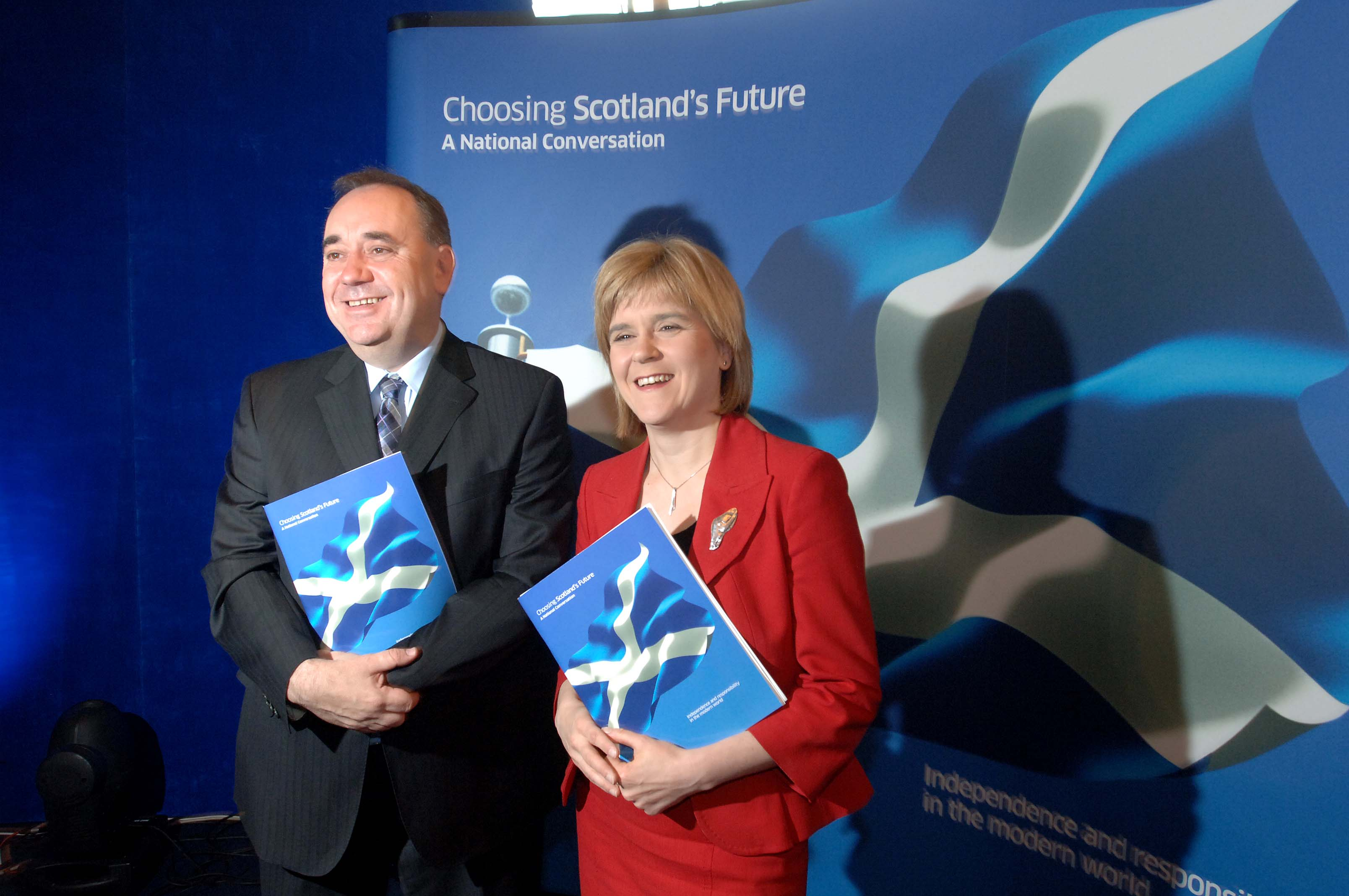
Alex Salmond i la Primera Ministra Nicola Sturgeon.

El 1973 va entrar a les joventuts del Partit Nacional Escocès, d'on va ser expulsat, i després readmès. El 1985 entrà al Partit Nacional Escocès. L'11 de juny de 1987 va ser elegit membre al parlament per Banff i Buchan.
El 22 de setembre de 1990 es va fer cap del partit Partit Nacional Escocès, tot i ser considerat com de tendència esquerrana. En aquesta època, l'SNP va tenir només quatre diputats al Parlament, però Salmond, per mitjà del seu intens combat, es va guanyar l'atenció dels votants.
Després de la victòria del Partit Laborista en les eleccions britàniques de 1997, Salmond advocà amb el seu partit per la devolució, el traspàs de competències sobre els assumptes escocesos a un Parlament Escocès. Va ser una decisió difícil per a l'ala centrista de l'SNP, pel temor que afeblís l'argument proindependència. Al final, només el vint-i-cinc per cent dels escocesos van votar en contra de la devolució.
El 26 de setembre de 2000, de manera inesperada, va dimitir com a cap de l'SNP. Va romandre com a cap del grup parlamentari a Westminster, on es va oposar enèrgicament a la invasió de l'Iraq, acusant el primer ministre Tony Blair de mentir.
Després de la dimissió del seu successor, John Swinney, Salmond va ser elegit a l'agost de 2004, com a cap de l'SNP, amb més del 75% dels vots.

### Primer Ministre d'Escòcia (2007-2014)
En les eleccions de 2007 al Parlament Escocès, l'SNP va obtenir 47 escons, superant als laboristes per un marge d'un escó. El 16 de maig, gràcies al suport d'Els Verds, Salmond va ser elegit primer ministre d'Escòcia, governant amb minoria, i va passar en les eleccions de 2011 a aconseguir la majoria absoluta amb 69 escons amb la promesa de convocar un referèndum per la independència.
Després de la victòria del No en el referèndum celebrat el 18 de setembre de 2014 (55,3% contra 44,7%) Salmond va anunciar la seva intenció de dimitir dels càrrecs de primer ministre escocès i president de l'SNP.